# Julio Sanguily
Julio Sanguily Garritte (La Habana, Cuba; 9 de noviembre de 1845-La Habana, Cuba; 23 de marzo de 1906) fue un militar y patriota cubano, Mayor General del Ejército Libertador de su país.

## Orígenes y primeros años
Julio Sanguily Garritte nació en La Habana, el 9 de noviembre de 1845. Fue el segundo de tres hijos varones de un matrimonio de origen francés. 
Su hermano mayor, Guillermo Sanguily, emigró de Cuba años antes del estallido de la Guerra de los Diez Años y llegó a ser alcalde de Sídney, Australia. 
Su hermano menor, Manuel Sanguily, participaría junto a Julio en la Guerra de los Diez Años y en los preparativos de la Guerra Necesaria.

## Guerra de los Diez Años
Se incorporó a la Guerra de los Diez Años en diciembre de 1868, desembarcando por Camagüey, junto a su hermano Manuel, en la expedición del Galvanic.
Siendo brigadier, fue capturado por los españoles el 8 de octubre de 1871 y rescatado por las fuerzas del Mayor general Ignacio Agramonte al día siguiente, en lo que pasaría a la historia con el nombre de Rescate de Sanguily.
Alcanzó el grado de Mayor general del Ejército Libertador de Cuba el 1 de mayo de 1872. Recibió un machetazo en un pie, quedando lisiado y cojo por el resto de su vida, a pesar de lo cual, continuó en la guerra. Producto de estas heridas, sus ayudantes debían ayudarlo a montar y desmontar el caballo.
Salió del país junto a su hermano, el Coronel Manuel Sanguily en 1876, para recuperarse de las heridas y buscar armas y pertrechos en Estados Unidos.

## Tregua Fecunda y Guerra Necesaria
Durante la Tregua Fecunda se mantuvo vinculado a los clubes independentistas cubanos en Estados Unidos. Con el tiempo, adquirió la ciudadanía de ese país. Participó en diversas conspiraciones, entre ellas, la fallida conspiración que es conocida históricamente como la Paz del Manganeso, ocurrida en 1890.
No pudo participar en la Guerra Necesaria, pues fue apresado por los españoles antes del alzamiento en 1895. Recién fue liberado en 1898 y se enroló en una expedición que desembarcó en Cuba en ese año, hacia finales de la Guerra hispano-estadounidense.

## Últimos años y muerte
Durante la República no intervino en la política, ni ocupó cargos públicos, a diferencia de su hermano Manuel. Falleció en La Habana, el 23 de marzo de 1906, a los 60 años de edad.